# Alujamyia sexvittata
Alujamyia sexvittata är en tvåvingeart som beskrevs av Allen L.Norrbom 2006. Alujamyia sexvittata ingår i släktet Alujamyia och familjen borrflugor.
Artens utbredningsområde är Guatemala. Inga underarter finns listade i Catalogue of Life.